# Гай Азіній Полліон (консул 23 року)
Гай Азіній Полліон (лат. Gaius Asinius Pollio; 11 рік до н. е. — після 29 року н. е.) — політичний діяч ранньої Римської імперії, консул 23 року.

## Життєпис
Походив з роду нобілів Азініїв. Син Гая Азінія Галла, консула 8 року до н. е., та Віпсанії Агріппіни. У 20 році став претором, а у 23 році обрано консулом разом з Гаєм Антістієм Ветом. З 28 до 29 року виконував обов'язки проконсула провінції Азії.

## Родина
- Гай Азіній Плацентін